# Wei Guoqing
Wei Guoqing (chinois : 韦国清 ; pinyin : Wéi Guóqīng ; Zhuang : Veiz Gozcing ; 2 septembre 1913 – 14 juin 1989) est un fonctionnaire, officier et commissaire politique chinois d'origine zhuang. Il fut gouverneur du Guangxi de 1958 à 1975, membre du Politburo du Parti communiste chinois (1973-1982) et directeur du Département politique général de l'Armée populaire de libération (1977-1982). Wei fut l'un des rares membres des 9e, 10e, 11e et 12e Comités centraux (1969-1987) et des 10e à 12e Politburos à ne pas avoir été purgés pendant la Révolution culturelle ou la répression de Deng Xiaoping. Il a également été vice-président du Comité permanent de l'Assemblée populaire nationale (1975-1989) et de la Conférence consultative politique du peuple chinois (1964-1983).

## Biographie

### Guerres en Chine
Wei est né à Donglan, dans le Guangxi, dans une famille pauvre de la minorité Zhuang. Il a rejoint l'Armée rouge chinoise à l'âge de 16 ans (1929) et le PCC en 1931. Il a atteint le grade de commandant de bataillon dans la Septième Armée sous Deng Xiaoping et a été commandant de régiment lors de la Longue Marche. Après la Longue Marche, il a servi dans la 344e Brigade, puis a marché vers le sud sous les ordres de la 5e Colonne de Huang Kecheng en janvier 1940. En 1944, il a commandé la 4e Division de la Nouvelle Quatrième Armée, puis trois colonnes (les 2e, 10e et 12e) de l'Armée du Jiangsu du Nord lors de la campagne de Huai-Hai. En 1948, Wei repoussa le 2e corps d'armée nationaliste de Qiu Qingquan et 100 chars du 5e corps sous le commandement de Jiang Weiguo (Tchang Wei-kuo, fils de Tchang Kai-shek) dans une action décisive de retardement dans la campagne de Huai-Hai. En 1949, Wei était commissaire politique adjoint du dixième groupe d'armées du général Ye Fei.

### Vietnam
Wei s'impliqua profondément dans les relations de la Chine avec le Nord-Vietnam dès 1950. En avril de la même année, Liu Shaoqi l'envoya au Vietnam à la tête du Groupe consultatif militaire chinois, afin de conseiller Hô Chi Minh sur la lutte contre les Français. En octobre 1953, Wei aurait personnellement remis à Hô Chi Minh une copie du plan français de Navarre.
En juin 1954, Wei participa à la Conférence de Genève sur l'Indochine avec le Premier ministre Zhou Enlai, le ministre soviétique des Affaires étrangères Viatcheslav Molotov, le représentant vietnamien Phạm Văn Đồng, le fonctionnaire du Département d'État américain Bedell Smith et le sous-secrétaire adjoint aux Affaires étrangères du Royaume-Uni pour l'administration, Anthony Eden. Wei reçut pour instruction expresse de discuter des questions militaires avec la délégation vietnamienne en l'absence de Molotov, Smith et Eden.
Lorsque les grades militaires officiels furent introduits en 1955, Wei Guoqing fut nommé général et, en 1956, il devint membre suppléant du Comité central lors du huitième Congrès national du Parti.

### Guangxi et Guangdong
De retour en Chine, Wei s'installa à Nanning, dans le Guangxi, où il fut haut fonctionnaire du Parti (1961-Révolution culturelle) et du gouvernement (1955-Révolution culturelle) de la région autonome du Guangxi pendant une période exceptionnellement longue. C'est depuis le Guangxi et le Yunnan que les troupes chinoises entrèrent au Vietnam entre 1965 et 1970.
En tant que plus haut fonctionnaire du Guangxi, Wei organisa la Conférence de Nanning en janvier 1958, à laquelle participèrent le président Mao Zedong et la plupart des hauts dirigeants. Bien que Wei fût un junior parmi les poids lourds, il participa à l'une des discussions décisives du Grand Bond en avant, où des objectifs exorbitants furent approuvés.
Le général Wei fut nommé premier commissaire politique du district militaire (DM) du Guangxi en janvier 1964, poste qu'il occupa jusqu'en octobre 1975. Il prit ensuite la direction du comité du PCC en février 1971.
Durant la Révolution culturelle, Wei parvint à conserver le contrôle du Guangxi. En mars 1967, Zhou Enlai ordonna la création du « Groupe préparatoire révolutionnaire du Guangxi », dirigé par Wei, premier secrétaire du Parti communiste chinois local (PCC). Cependant, Wei fut battu par une foule originaire du Guangxi en août, lors d'une visite à Pékin. En 1968, le « Commandement d'action révolutionnaire du 22 avril du Guangxi » s'opposa à la direction de Wei Guoqing, tandis que le « Commandement uni des révolutionnaires prolétariens du Guangxi » le soutenait.

### Direction centrale
En août 1982, le Quotidien de l'Armée populaire de libération, journal placé sous l'autorité directe du directeur du Département politique général Wei, publia un article dénonçant la « libéralisation bourgeoise », perçu comme une attaque contre la politique de Deng Xiaoping, juste avant le XIIe Congrès du Parti. Wei fut alors démis de ses fonctions et remplacé par le général Yu Qiuli. Il démissionna de ses fonctions en 1985 et mourut à Pékin en juin 1989.

## Référence
1. ↑  Who's who in China: current leaders, Foreign Languages Press, 1989 (ISBN 978-0-8351-2352-5)
2. 1 2  Whitson, William and Huang Chen-hsia, The Chinese High Command: A History of Chinese Military Politics, 1927–71
3. 1 2  Xiaobing Li, A history of the modern chinese army, University Press of Kentucky, 2007 (ISBN 978-0-8131-2438-4)
4. ↑  Qiang Zhai, China and the Vietnam wars, 1950-1975, University of North Carolina Press, coll. « The new cold war history », 2000 (ISBN 978-0-8078-4842-5 et 978-0-8078-2532-7)
5. ↑  Frederick C. Teiwes et Warren Sun, China's road to disaster: Mao, central politicians, and provincial leaders in the unfolding of the great leap forward, 1955-1959, M. E. Sharpe, coll. « Contemporary China papers », 1999 (ISBN 978-0-7656-0201-5)
6. ↑  Alfred L. Chan, Mao's crusade: politics and policy implementation in China's great leap forward, Oxford university press, coll. « Studies on contemporary China », 2001 (ISBN 978-0-19-924406-5)
7. ↑  Malcolm Lamb, Directory of Officials and Organizations in China 1968-1983, M.E. Sharpe, coll. « Contemporary China papers », 1984 (ISBN 978-0-87332-277-5)
8. ↑  Roderick MacFarquhar et Michael Schoenhals, Mao's last revolution, Belknap Press, 2008 (ISBN 978-0-674-02332-1 et 978-0-674-02748-0)
9. ↑  David M. Lampton et Sai-cheung Yeung, Paths to power: elite mobility in contemporary China, Center for Chinese Studies, University of Michigan, coll. « Michigan monographs in Chinese studies », 1986 (ISBN 978-0-89264-063-8 et 978-0-89264-064-5)
10. ↑  The encyclopedia of the Vietnam War: a political, social, and military history, ABC-CLIO, 2011 (ISBN 978-1-85109-960-3 et 978-1-85109-961-0)